# Heike Balck
Heike Balck (* 19. August 1970 in Schwerin) ist eine ehemalige deutsche Leichtathletin, die in den 1980er und 1990er Jahren im Hochsprung erfolgreich war. Bis 1990 startete sie für DDR. Am 12. Juni 1989 übersprang sie in Karl-Marx-Stadt die Höhe von 2,01 m und egalisierte damit den Juniorenweltrekord von Olga Turtschak, UdSSR, vom 5. Juli 1986. Der Weltrekord hatte über 30 Jahre Bestand, bis Jaroslawa Mahutschich, Ukraine, ihn am 30. September 2019 um drei Zentimeter übertraf.
Sie wurde zweimal DDR-Meisterin (1989: 1,97 m; 1990: 1,95 m) und zweimal Deutsche Meisterin (1994: 1,90 m; 1997: 1,96 m). 

## Starts bei internationalen Höhepunkten
- 1987, Junioreneuropameisterschaften: Platz 3 (1,84 m)
- 1989
  - Europacup: Platz 3 (1,94 m)
  - Weltcup: Platz 3 (1,94 m)
- 1990, Europameisterschaften: Platz 5 (1,89 m)
- 1991:
  - Hallenweltmeisterschaften: Platz 3 (1,94 m)
  - Weltmeisterschaften: Platz 12 (1,84 m)
- 1993, Weltmeisterschaften: Qualifikation verfehlt
- 1994:
  - Europameisterschaften: Platz 6 (1,93 m)
  - Weltcup: Platz 4 (1,88 m)
- 1995, Weltmeisterschaften: Qualifikation verfehlt
- 1997
  - Europacup: Platz 1 (1,94 m)
  - Weltmeisterschaften: Platz 10 (1,90 m)

Heike Balck gehörte bis 1989 dem SC Traktor Schwerin und danach dem Schweriner SC an, lediglich 1992 startete sie für den SC Magdeburg. In ihrer Wettkampfzeit war sie 1,80 m groß und 59 kg schwer.